# TI-82

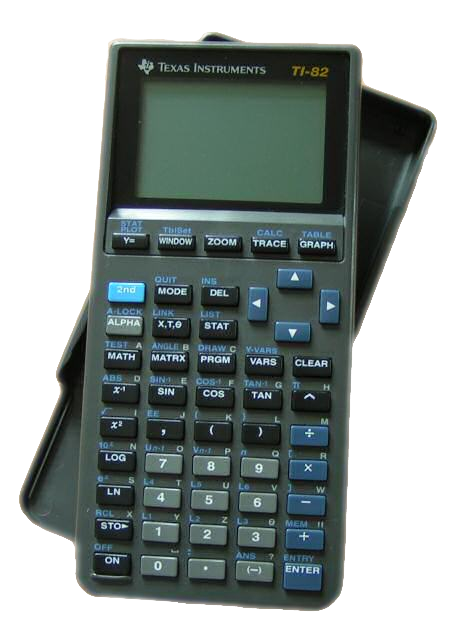
TI-82

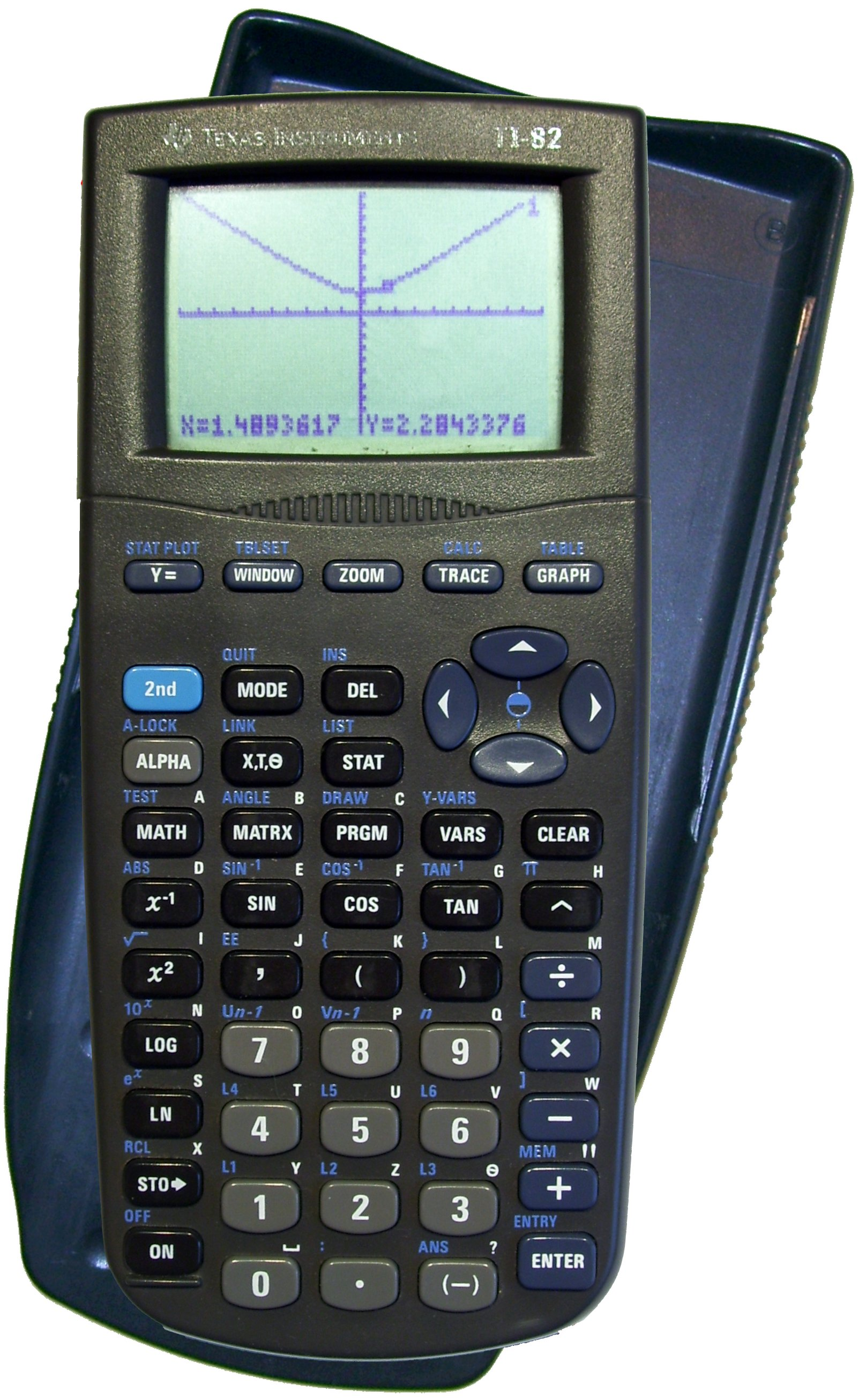
TI-82 CS, die modernere Version des TI-82.

Der TI-82 ist ein grafikfähiger Taschenrechner, der von Texas Instruments 1993 auf den Markt gebracht wurde. Er stellt eine benutzerfreundlichere Version des TI-85 mit einem 6 MHz Zilog Z80 Mikroprozessor dar, besitzt jedoch weniger Funktionen als sein Vorgänger und hatte daher auch einen geringeren Listenpreis. Als der TI-83 und der TI-83 Plus auf den Markt kamen, lösten diese den TI-82 als beliebtesten Schultaschenrechner der Oberstufe ab. Er ist dort aufgrund seines günstigen Preises noch weit verbreitet, obwohl die letzten Modelle aus dem Jahr 1999 stammen. Mittlerweile gibt es jedoch die überarbeiteten Versionen vom TI-82, den TI-82 CS mit neuem, zeitgemäßerem Design in derselben Farblage wie sein Vorgänger und mit abgerundeten Ecken sowie den TI-82 Stats, welcher in blau gehalten ist und auch über einige neue Funktionen verfügt, wie in etwa überarbeitete Statistik-Funktionen und Funktionen aus dem Finanzwesen.

## Feature-Vergleich
|                              | TI-82 | TI-82 Stats | TI-83 | TI-83 Plus | TI-83 Plus Silver Edition |
| ---------------------------- | ----- | ----------- | ----- | ---------- | ------------------------- |
| Für Benutzer verfügbarer RAM | 28K   | 28K         | 27K   | 24K        | 24K                       |
| Verfügbarer Flash-Speicher   |       |             |       | 160K       | 1,5MB                     |
| Display                      | 96×64 | 96×64       | 96×64 | 96×64      | 96×64                     |
| Erstveröffentlichung         | 1993  | 2003        | 1996  | 1999       | 2001                      |

## Funktionsübersicht
Das Grundmodell TI-82 verfügt über folgende Funktionen:
- Trigonometrische Funktionen
- Wahrscheinlichkeits- und Vergleichsoperationen
- Graphische Darstellung von Kurven in Polarkoordinaten sowie rekursiven Reihen
- Funktionen für grundlegende Kurvendiskussion
- Zoom und Zeichnungen
- Mathematische Winkel- und Testoperationen
- Matrizenrechnungen: bis zu fünf Matrizenvariablen möglich
- Programmierung in TI-Basic

Demgegenüber zeichnet sich der TI-82 Stats zusätzlich durch verbesserte statistische Funktionen, finanztechnische Berechnungen sowie der Unterstützung komplexer Zahlen aus.
Durch ein Schlupfloch ähnlich dem des TI-85 ist es außerdem möglich, auf dem TI-82 Assemblercode auszuführen. Infolgedessen entstanden alternative Assembler-Shells wie Ash, CrASH, ACE (AshCrASHEnhanced) oder SNG, die direkten Speicherzugriff, schnellere Berechnungen, komplexere Grafikdarstellungen (mit Sprites) und sogar Pseudo-Sound über den Kommunikationsport (wenn ein Kopfhörer über einen passenden Adapter angeschlossen ist) ermöglichen.